# Diphu Pass
Diphu Pass är ett bergspass i Indien. Det ligger i den östra delen av landet, 2 000 km öster om huvudstaden New Delhi. Diphu Pass ligger 4 284 meter över havet.
Terrängen runt Diphu Pass är varierad.  Trakten runt Diphu Pass är nära nog obefolkad, med mindre än två invånare per kvadratkilometer. Det finns inga samhällen i närheten. Trakten runt Diphu Pass består i huvudsak av gräsmarker.